# Colonne de Marie (Litomyšl)
La colonne mariale de Litomyšl (en allemand Leitomischl), une ville du district de Svitavy dans la région de Pardubice (Tchéquie), a été construite en 1716. La colonne mariale sur la place du marché est un monument culturel protégé.
La colonne de onze mètres de haut avec la figure de Notre-Dame est entourée de saint Venceslas et de saint Jean Népomucène. EIle a probablement été construite d'après un projet de Giovanni Battista Alliprandi. Les figures ont été créées par Antonín Appeller.

## Littérature
- Milan Skřivánek, Pavel Vopálka : Litomyšl. Une cité vénérable. Paseka, Prague 1997,  (ISBN 80-7185-123-X), page 54.

## Liens web
- Place Smetana et ses environs